# Brunei Super League
Die 2012 gegründete Brunei Super League (Liga Super Brunei) ist die höchste Spielklasse des nationalen Fußballverbands von Brunei.

## Aktuelle Saison
An der aktuellen Saison 2023 nehmen die folgenden 16 Mannschaften teil.
| Teilnehmer |
| - AKSE Bersatu - BAKES FC - BSRC FC - IKLS-MB5 FC - Indera SC - Jerudong FC - Kasuka FC - Kuala Belait FC - Kota Ranger FC - Lun Bawang FC - MS ABDB - MS PPDB - Panchor Murai FC - Rimba Star FC - Setia Perdana FC - Wijaya FC |

## Meisterhistorie
| Saison  | Meister                                                          | 2. Platz                                                         | 3. Platz                                                         |
| ------- | ---------------------------------------------------------------- | ---------------------------------------------------------------- | ---------------------------------------------------------------- |
| 2012/13 | Indera SC                                                        | MS ABDB                                                          | Majra United FC                                                  |
| 2014    | Indera SC                                                        | MS ABDB                                                          | Najip FC                                                         |
| 2015    | MS ABDB                                                          | Indera SC                                                        | Najip I-Team                                                     |
| 2016    | MS ABDB                                                          | Indera SC                                                        | Wijaya FC                                                        |
| 2017/18 | MS ABDB                                                          | Kota Ranger FC                                                   | Indera SC                                                        |
| 2018/19 | MS ABDB                                                          | Kasuka FC                                                        | Wijaya FC                                                        |
| 2020    | Wegen der COVID-19-Pandemie wurde die Meisterschaft abgebrochen. | Wegen der COVID-19-Pandemie wurde die Meisterschaft abgebrochen. | Wegen der COVID-19-Pandemie wurde die Meisterschaft abgebrochen. |
| 2021    | Wegen der COVID-19-Pandemie wurde die Meisterschaft abgebrochen. | Wegen der COVID-19-Pandemie wurde die Meisterschaft abgebrochen. | Wegen der COVID-19-Pandemie wurde die Meisterschaft abgebrochen. |
| 2022    | Keine Austragung                                                 | Keine Austragung                                                 | Keine Austragung                                                 |
| 2023    | Kasuka FC                                                        | Indera SC                                                        | Kota Ranger FC                                                   |
| 2024/25 | Kasuka FC                                                        | Brunei DPMM FC II                                                | Indera SC                                                        |

## Torschützenkönige
| Saison  | Torschützenkönig                                                | Verein                                                          | Tore                                                            |
| ------- | --------------------------------------------------------------- | --------------------------------------------------------------- | --------------------------------------------------------------- |
| 2012/13 | Azwan Ali Rahman                                                | Indera SC                                                       | 17                                                              |
| 2014    | Zulkhairy Razali                                                | Indera SC                                                       | 11                                                              |
| 2015    | Hardi Bujang                                                    | Jerudong FC                                                     | 18                                                              |
| 2016    | Azizi Ali Rahman                                                | MS ABDB                                                         | 8                                                               |
| 2017/18 | Azizi Ali Rahman                                                | MS ABDB                                                         | 28                                                              |
| 2018/19 | Hadif Aiman                                                     | Kasuka FC                                                       | 16                                                              |
| 2020    | Wegen der COVID-19-Pandemie wurde die Meisterschaft abgebrochen | Wegen der COVID-19-Pandemie wurde die Meisterschaft abgebrochen | Wegen der COVID-19-Pandemie wurde die Meisterschaft abgebrochen |
| 2021    | Wegen der COVID-19-Pandemie wurde die Meisterschaft abgebrochen | Wegen der COVID-19-Pandemie wurde die Meisterschaft abgebrochen | Wegen der COVID-19-Pandemie wurde die Meisterschaft abgebrochen |
| 2022    | Keine Austragung                                                | Keine Austragung                                                | Keine Austragung                                                |
| 2023    | Leon Sullivan Taylor                                            | Indera SC                                                       | 31                                                              |
| 2024/25 | Willian Santos                                                  | Kasuka FC                                                       | 35                                                              |